# Bolivia i olympiska spelen
Bolivia deltog första gången i olympiska spelen 1936. Landet har skickat idrottare sedan 1964, med undantag för 1980 då de deltog i den USA-ledda bojkotten. Bolivia har även deltagit i flera olympiska vinterspel sedan 1956.
Bolivia har inte tagit någon medalj i olympiska spelen och de är det enda sydamerikanska landet utan medaljer.
Landets nationella olympiska kommitté grundades 1932 och erkändes av IOK 1936.

## Medaljer
| Guld | Silver | Brons | Totalt antal medaljer |
| ---- | ------ | ----- | --------------------- |
| 0    | 0      | 0     | 0                     |

### Medaljer efter sommarspel
| Spel                                    | Guld        | Silver      | Brons       | Totalt      |
| Berlin 1936                             | 0           | 0           | 0           | 0           |
| London 1948                             | Deltog inte | Deltog inte | Deltog inte | Deltog inte |
| Helsingfors 1952                        | Deltog inte | Deltog inte | Deltog inte | Deltog inte |
| Melbourne 1956 (ryttarspel i Stockholm) | Deltog inte | Deltog inte | Deltog inte | Deltog inte |
| Rom 1960                                | Deltog inte | Deltog inte | Deltog inte | Deltog inte |
| Tokyo 1964                              | 0           | 0           | 0           | 0           |
| Mexico City 1968                        | 0           | 0           | 0           | 0           |
| München 1972                            | 0           | 0           | 0           | 0           |
| Montréal 1976                           | 0           | 0           | 0           | 0           |
| Moskva 1980                             | Deltog inte | Deltog inte | Deltog inte | Deltog inte |
| Los Angeles 1984                        | 0           | 0           | 0           | 0           |
| Seoul 1988                              | 0           | 0           | 0           | 0           |
| Barcelona 1992                          | 0           | 0           | 0           | 0           |
| Atlanta 1996                            | 0           | 0           | 0           | 0           |
| Sydney 2000                             | 0           | 0           | 0           | 0           |
| Aten 2004                               | 0           | 0           | 0           | 0           |
| Peking 2008                             | 0           | 0           | 0           | 0           |
| 2012 London                             | 0           | 0           | 0           | 0           |
| 2016 Rio de Janeiro                     | 0           | 0           | 0           | 0           |
| 2020 Tokyo                              | 0           | 0           | 0           | 0           |
| 2024 Paris                              | 0           | 0           | 0           | 0           |
| Totalt                                  | 0           | 0           | 0           | 0           |

### Medaljer efter vinterspelen
| Spel                   | Guld        | Silver      | Brons       | Totalt      |
| Cortina d'Ampezzo 1956 | 0           | 0           | 0           | 0           |
| 1960-1976              | Deltog inte | Deltog inte | Deltog inte | Deltog inte |
| Lake Placid 1980       | 0           | 0           | 0           | 0           |
| Sarajevo 1984          | 0           | 0           | 0           | 0           |
| Calgary 1988           | 0           | 0           | 0           | 0           |
| Albertville 1992       | 0           | 0           | 0           | 0           |
| 1994-2014              | Deltog inte | Deltog inte | Deltog inte | Deltog inte |
| Pyeongchang 2018       | 0           | 0           | 0           | 0           |
| Peking 2022            | 0           | 0           | 0           | 0           |
| Totalt                 | 0           | 0           | 0           | 0           |

### Allmänna källor
- ”Comité Olímpico Boliviano”. International Olympic Committee. http://www.olympic.org/uk/organisation/noc/noc_uk.asp?noc_initials=BOL. Läst 16 januari 2008.